# Kostice
Kostice (in tedesco Kostitz) è un comune della Repubblica Ceca facente parte del distretto di Břeclav, in Moravia Meridionale.